# جيل إبرامسن
جيل إبرامسن (بالإنجليزية: Jill Ellen Abramson)‏ هي كاتِبة وصحفية أمريكية، ولدت في 19 مارس 1954 في نيويورك في الولايات المتحدة.

## وصلات خارجية
- جيل إبرامسن على موقع IMDb (الإنجليزية)
- جيل إبرامسن على موقع الموسوعة البريطانية (الإنجليزية)
- جيل إبرامسن على موقع مونزينجر (الألمانية)
- جيل إبرامسن على موقع إن إن دي بي (الإنجليزية)